# Collateral (album)
Collateral è il primo album in studio del gruppo musicale australiano Nervo, pubblicato il 24 luglio 2015 dalla Ultra Music.

## Descrizione
Contiene brani inediti incisi appositamente per l'album e alcuni singoli originariamente realizzati e pubblicati dal duo tra il 2012 e il 2014, come Reason (inciso con Hook N Sling e pubblicato nell'agosto 2012) e Hold On, oltre a un remix del singolo del 2011 We're All No One, realizzato insieme a Steve Aoki e Afrojack.

## Tracce
1. Bulletproof (feat. Harrison Miya) – 3:18
2. Hold On – 3:00
3. Did We Forget (feat. Amba Shepherd) – 4:10
4. Oh Diana – 3:20
5. Haute Mess (Radio Edit) – 2:49
6. Hey Ricky (feat. Kreayshawn, Dev & Alisa) – 3:03
7. Let It Go (feat. Nicky Romero) – 3:25
8. Rainham Road – 3:16
9. Rise Early Morning (feat. Au Revoir Simone) (Radio Edit) – 3:20
10. The Other Boys (feat. Kylie Minogue, Jake Shears & Nile Rodgers) – 4:56
11. Reason (NERVO & Hook N Sling) – 3:33
12. Right Thru Me (feat. J Park) – 3:07
13. You're Gonna Love Again – 3:21
14. We're All No One (feat. Steve Aoki & Afrojack) (NERVO Goes to Paris Remix) – 5:41
15. It Feels – 3:18